# Louise van Regenmortel
Louise van Regenmortel, née le 2 juin 2003 à Herentals, est une tumbleuse belge. Louise est une étudiante a KUL.

## Carrière
Aux championnats du monde 2021 à Bakou, elle remporte la médaille d'argent en tumbling par équipes avec Laura Vandevoorde, Sofie Rubbrecht et Tachina Peeters. Elle termine septième de la finale individuelle.
Elle est médaillée de bronze en tumbling par équipes aux Championnats d'Europe 2024 à Guimarães.